# ولاية بروسيا الحرة
كانت دولة بروسيا الحرة (بالألمانية: Freistaat Preußen) ولاية ألمانية منذ عام 1918 حتى عام 1947. تأسست عام 1918 في أعقاب الثورة الألمانية، التي ألغت الإمبراطورية الألمانية وأسست جمهورية فايمار في أعقاب الحرب العالمية الأولى. كانت الدولة الجديدة خلفًا مباشرًا لمملكة بروسيا، لكنها تميزت بحكومة جمهورية ديمقراطية ومنطقة أصغر استنادًا إلى التغييرات الإقليمية بعد الحرب. ظلت بروسيا الدولة المهيمنة في ألمانيا، رغم تحملها وطأة خسائر ألمانيا الإقليمية في أوروبا، إذ ضمت 5\8 (62.5%) تقريبًا من أراضي البلاد وسكانها، وكانت موطن العاصمة الفيدرالية برلين. تغيرت بروسيا من دولة استبدادية يحكمها الحكام السابقون إلى معقل ديمقراطي داخل جمهورية فايمار حيث (على عكس الولايات الأخرى وعلى المستوى الفيدرالي) اجتمعت الأحزاب الديمقراطية للفوز بأغلبية مريحة في كل انتخابات حرة ونزيهة.
أُطيح بالحكومة الديمقراطية لدولة بروسيا الحرة في الإضراب البروسي في عام 1932، واضعًا الدولة تحت الحكم المباشر في انقلاب بقيادة المستشار فرانز فون بابن ومجبرًا الوزير-الرئيس أوتو براون على التنحي عن منصبه. بدأ إنشاء ألمانيا النازية في عام 1933 في عملية غلايش شالتونغ، التي أنهت الاعتراضات القانونية للإضراب البروسي وواضعًا بروسيا تحت الحكم المباشر لحزب العمال الألماني الاشتراكي الوطني (الحزب النازي)، مع تنصيب هيرمان غورينغ كوزير-رئيس. في عام 1934، استبدلت جميع الولايات الألمانية فعليًا بنظام غاو وتحولت هيئات بدائية، ما أدى فعليًا إلى إنهاء بروسيا كوحدة ألمانية إقليمية واحدة. بعد نهاية الحرب العالمية الثانية في عام 1945، اتصل أوتو براون بمسؤولي الحلفاء في ألمانيا المحتلة لإعادة الحكومة البروسية الشرعية، ولكن رفض طلبه وألغيت بروسيا في عام 1947.

## تاريخ بروسيا بعد عام 1918

### 1918: آثار الحرب العالمية الأولى
كانت جميع الخسائر الإقليمية الألمانية الناتجة عن الحرب العالمية الأولى خسائر بروسية، باستثناء مستعمراتها الخارجية، الألزاس واللورين والجزء البافاري من سارغبيت. خسرت المملكة السابقة، كما حدد في معاهدة فرساي، أراضيها إلى بلجيكا (أوبن ومالميدي)، والدنمارك (شمال شلسفيغ)، وليتوانيا (إقليم ميمل) وتشيكوسلوفاكيا (منطقة هولتشين). كانت سارغبيت تحت إدارة عصبة الأمم حتى عام 1935. وأصبحت مقاطعة الراين منطقة منزوعة السلاح، رغم بقائها تحت الإدارة المدنية البروسية.
كان الجزء الأكبر من خسائر بروسيا لبولندا، وشمل معظم مقاطعات بوزين وبروسيا الغربية، وقسم شرقي من سيليزيا. وضعت دانتزيغ تحت إدارة عصبة الأمم باسم مدينة دانتزيغ الحرة. فصلت هذه الخسائر بروسيا الشرقية عن بقية البلاد، ولم يكن يمكن الوصول إليها إلا عن طريق السكك الحديدية عبر الممر البولندي أو عن طريق البحر.

### 1918-1932: معقل ديمقراطي
في أثناء السنوات الـ500 من حكم هوهنتسولرن، كانت بروسيا (وسابقتها براندنبورغ) مرادفة للسلطوية. في المقابل، كانت بروسيا حصنًا للديمقراطية في عهد جمهورية فايمار. ألغي امتياز الثلاث درجات البروسي التقييدي بعد فترة وجيزة من تنحي القيصر فيلهلم الثاني. وانتقلت السلطة من اليونكرات ملاك الأراضي والصناعيين العظماء إلى «برلين الحمراء» ومنطقة رور الصناعية، وتمتعت كلتاهما بأغلبيات من الطبقة العاملة. أصبحت بروسيا عندئذ معقلًا لليسار.
حكم بروسيا تحالف من الاشتراكيين الديمقراطيين والحزب الكاثوليكي والديمقراطيين الألمان، الأحزاب الأعضاء في تحالف فايمار، منذ عام 1918 حتى عام 1932. كان الوزير-الرئيس اشتراكي ديمقراطي طوال تلك الفترة باستثناء تسعة أشهر (منذ أبريل حتى نوفمبر 1921 ومنذ فبراير حتى أبريل 1925)، وضمت الحكومات الائتلافية حزب الشعب الألماني منذ عام 1921 حتى عام 1925. وعلى عكس دول الرايخ الألماني الأخرى، لم يتعرض حكم أغلبية الأحزاب الديمقراطية في بروسيا للخطر أبدًا. ولكن، اكتسب حزب العمال الألماني الاشتراكي القومي (أو الحزب النازي) بقيادة أدولف هتلر نفوذًا ودعمًا شعبيًا متزايداً في بروسيا الشرقية وبعض المناطق الصناعية، خاصةً من الطبقة المتوسطة الدنيا.
شغل أوتو براون، وهو اشتراكي ديمقراطي من شرق بروسيا، منصب وزير-رئيس بروسي باستمرار تقريبًا منذ عام 1920 حتى عام 1932. ولكونه قائد مقتدر، نفذ العديد من إصلاحات تحديد الاتجاه بمشاركة وزير الداخلية، كارل سيفرينغ، والتي كانت أيضًا نماذج لجمهورية ألمانيا الاتحادية اللاحقة (إف آر جي). لم يكن ممكنًا مثلًا إجبار وزير-رئيس بروسي على ترك منصبه إلا إذا كانت هناك «أغلبية إيجابية» لخليفة محتمل. نقل هذا المفهوم، المعروف باسم التصويت البناء بحجب الثقة، إلى القانون الأساسي لجمهورية ألمانيا الاتحادية. تمكن ائتلاف يسار الوسط، بسبب هذا البند إلى حد كبير، من البقاء في منصبه لأنه لم يكن ممكنًا لليسار المتطرف أو اليمين المتطرف أن يحظيا بدعم كافٍ في الهيئة التشريعية لتشكيل حكومة.

### 1932: انقلاب بروسي
تغير كل هذا في 20 يوليو 1932 مع بروسين شلاغ «الانقلاب البروسي»: أقنع مستشار الرايخ فرانز فون بابن الرئيس هيندنبورغ بإلغاء حكومة الولاية البروسية المنتخبة التي يرأسها أوتو براون بحجة أنها فقدت السيطرة على النظام العام. وجاء ذلك نتيجةً للأحد الدامي في ألتونا، تبادل إطلاق النار بين كتيبة العاصفة (إس إيه) والشيوعيين (كانت ألتونا ما تزال جزءًا من بروسيا آنذاك). بعد مرسوم الطوارئ هذا، عين بابين نفسه مفوضًا للرايخ لبروسيا وتولى زمام الحكومة. سهّل هذا على أدولف هتلر تولي السيطرة على بروسيا في العام التالي.
رفعت حكومة أوتو براون دعوى في المحاكم، لكن ظلت القضايا دون حل بسبب الحرب وما تلاها من احتلال الحلفاء لألمانيا وتقسيمها.

### تأسيس الحكم النازي في بروسيا
عين هتلر مستشارًا لألمانيا في 30 يناير 1933. وكجزء من الصفقة، عين بابن رسميًا وزيرًا-رئيسًا لبروسيا بالإضافة إلى دوره كنائب لمستشار الرايخ. في موعد غير ملحوظ، أصبح الملازم الأول لهتلر هيرمان غورينغ وزير داخلية الولاية.
بعد أربعة أسابيع (27 فبراير 1933)، أشعلت النار في الرايخستاغ (مقر البرلمان الألماني). فأصدر الرئيس بول فون هيندنبورغ، بناءً على طلب هتلر، مرسوم حريق الرايخستاغ، الذي علق الحريات المدنية في ألمانيا. وبعد ستة أيام من الحريق، عززت انتخابات الرايخستاغ في 5 مارس 1933 موقف الحزب النازي، رغم أنه لم يحقق أغلبية مطلقة. قاد هتلر آنذاك، مع شركائه في التحالف، حزب الشعب الوطني الألماني، أغلبية ضئيلة في الرايخستاغ. شغل غورينغ مكانة بارزة في هذه الانتخابات، إذ كان قائدًا لأكبر قوة شرطة في الرايخ. ضربت شرطته وضايقت الأحزاب الأخرى (خاصةً الشيوعيين والديمقراطيين الاجتماعيين)، وسمح فقط للنازيين والقوميين بالقيام بحملات دون مضايقة نسبيًا.
افتتح الرايخستاغ الجديد في كنيسة غاريسون في بوتسدام في 21 مارس 1933 بحضور الرئيس بول فون هيندنبورغ، الذي كانت قد تدهورت حالته العقلية إلى الشيخوخة منذ فترة طويلة. في اجتماع حافل بالدعاية بين هتلر وحزب العمال القومي الاشتراكي الألماني (الحزب النازي)، احتفل بـ«زواج بروسيا القديمة بألمانيا الشابة» لكسب الملكيين والمحافظين والقوميين البروسيين وحثهم على التصويت لصالح قانون التمكين. صدر القانون في 23 مارس 1933، ومنح هتلر سلطات ديكتاتورية.
في أبريل 1933، كان بابن يزور الفاتيكان. فاستغل النازيون غيابه وعينوا غورينغ مكانه. وبهذا الفعل، كان هتلر قادرًا على تولي السلطة بشكل حاسم في ألمانيا، إذ كان جهاز الحكومة البروسية بالكامل، بما فيه الشرطة، تحت تصرفه. وبحلول عام 1934، دمجت جميع الوزارات البروسية تقريبًا مع وزارات الرايخ المقابلة.